# Chung Dong-young
Chung Dong-young (kor. 정동영, ur. 27 lipca 1953 w Sunchang, Jeolla Północna) – południowokoreański polityk, minister zjednoczenia Korei w latach 2004–2006, dwukrotny przewodniczący Partii Uri – w 2004 oraz w 2006. Kandydat Zjednoczonej Nowej Partii Demokratycznej (dawnej Partia Uri) w wyborach prezydenckich w grudniu 2007.

## Życiorys
Chung w 1979 ukończył historię Korei na Seulskim Uniwersytecie Narodowym. Następnie studiował na University of Wales w Wielkiej Brytanii. Przed zaangażowaniem się w politykę pracował jako dziennikarz oraz prezenter wiadomości w koreańskiej telewizji. 
Chung związał swoją karierę polityczną z liberalną i centrolewicową Partią Uri. Został wybrany w skład Zgromadzenia Narodowego. Od czerwca 2004 do grudnia 2005 zajmował stanowisko ministra zjednoczenia, którego zadaniem jest prowadzenie działalności mającej przyczynić się do zjednoczenia obu państw koreańskich. Jako minister wspierał politykę wschodzącego słońca, tzn. politykę pokojowej współpracy z Koreą Północną, która ma stanowić pierwszy krok do dalszych działań unifikacyjnych. Ze względu na taką działalność wystawił się na ostrą krytykę środowisk konserwatywnych. 
Chung był dwukrotnym przewodniczącym Partii Uri. Pierwszy raz, od 10 stycznia 2004 do maja 2004 oraz ponownie od 16 lutego 2006 do 1 czerwca 2006. Zrezygnował w wyniku porażki wyborczej swojej partii w wyborach regionalnych w maju 2006. 
15 października 2007 Chung Dong-young został wybrany przez Zjednoczoną Nową Partię Demokratyczną na jej oficjalnego kandydata w wyborach prezydenckich. W głosowaniu delegatów zdobył 44% głosów poparcia i pokonał swoich dwóch rywali.
W wyborach prezydenckich 19 grudnia 2007 zajął drugie miejsce z wynikiem 26,1% głosów poparcia. Wybory wygrał Lee Myung-bak, zdobywając 48,7% głosów.